# Alstertal-Einkaufszentrum
Het Alstertal-Einkaufszentrum (AEZ) is een winkelcentrum in het noordoosten van Hamburg en is een van de grootste winkelcentra van Noord-Duitsland. Het ligt in het stadsdeel Hamburg-Poppenbüttel, vlak bij de loop van de Alster-rivier. Volgens opgave van de exploitant ECE heeft het AEZ een verkoopvloeroppervlakte van 59.000 m², 240 winkels en ca. 38.500 bezoekers per dag.

## Geschiedenis
Oorspronkelijk was het AEZ gepland aan Meiendorfer Strasse in het stadsdeel Hamburg-Rahlstedt, maar omdat dat op weerstand stuitte werd de investeerder door de stad Hamburg naar de "groene weide" in Poppenbüttel verwezen. In 1970 werd de AEZ geopend als eerste overdekt winkelcentrum in Duitsland met 100 winkels en een verkoopvloeroppervlakte van 32.000 m².
De moord op 22 oktober 1971 door de RAF op de Hamburgse politieman Norbert Schmid voor het AEZ zorgde voor landelijke krantenkoppen. De daders, Gerhard Müller en Ulrike Meinhof, waren weggevlucht. Ter nagedachtenis aan Schmid is een plein in de woonwijk Tegelsbarg naar hem vernoemd.

## Verbouwing

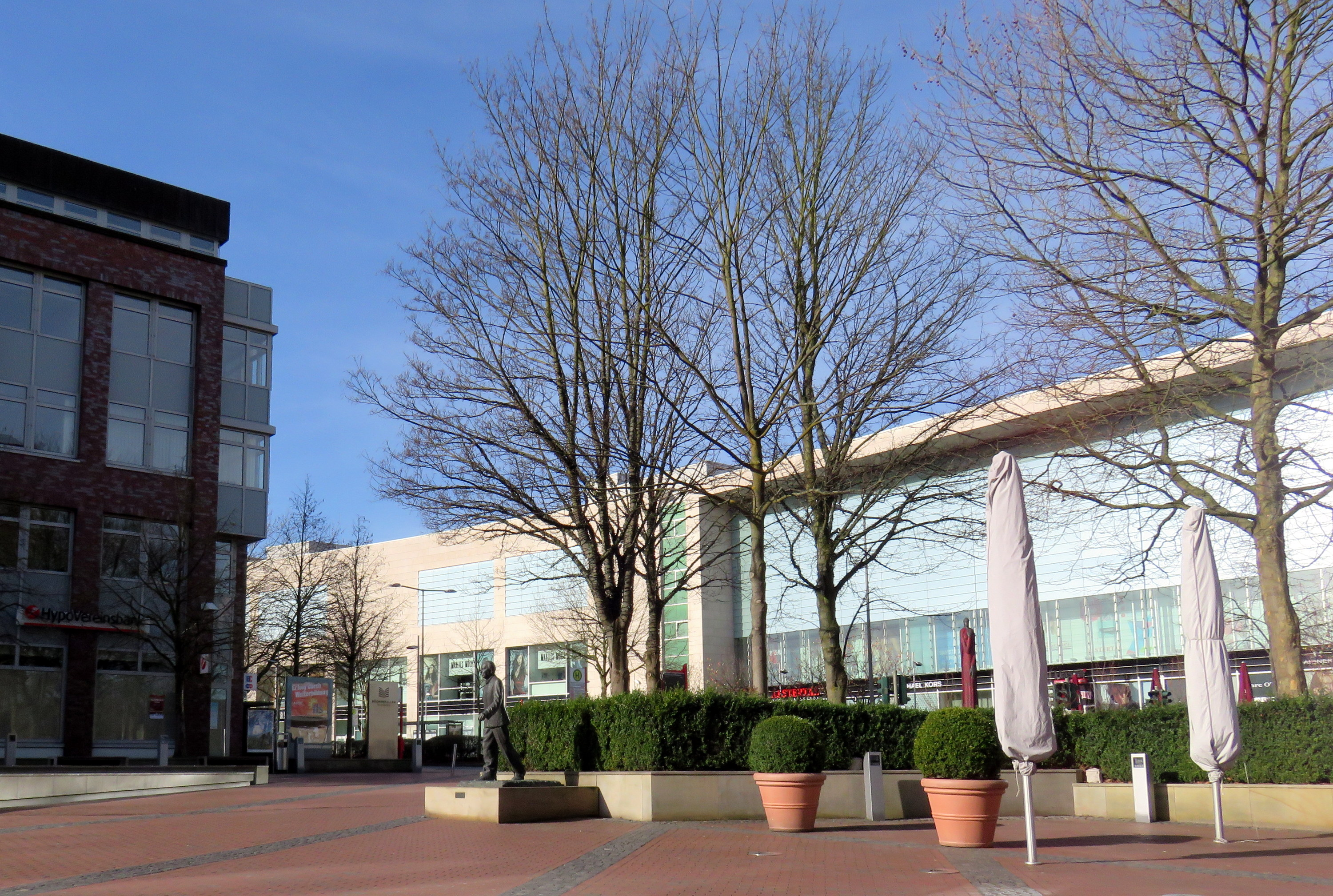
Hoofdingang AEZ

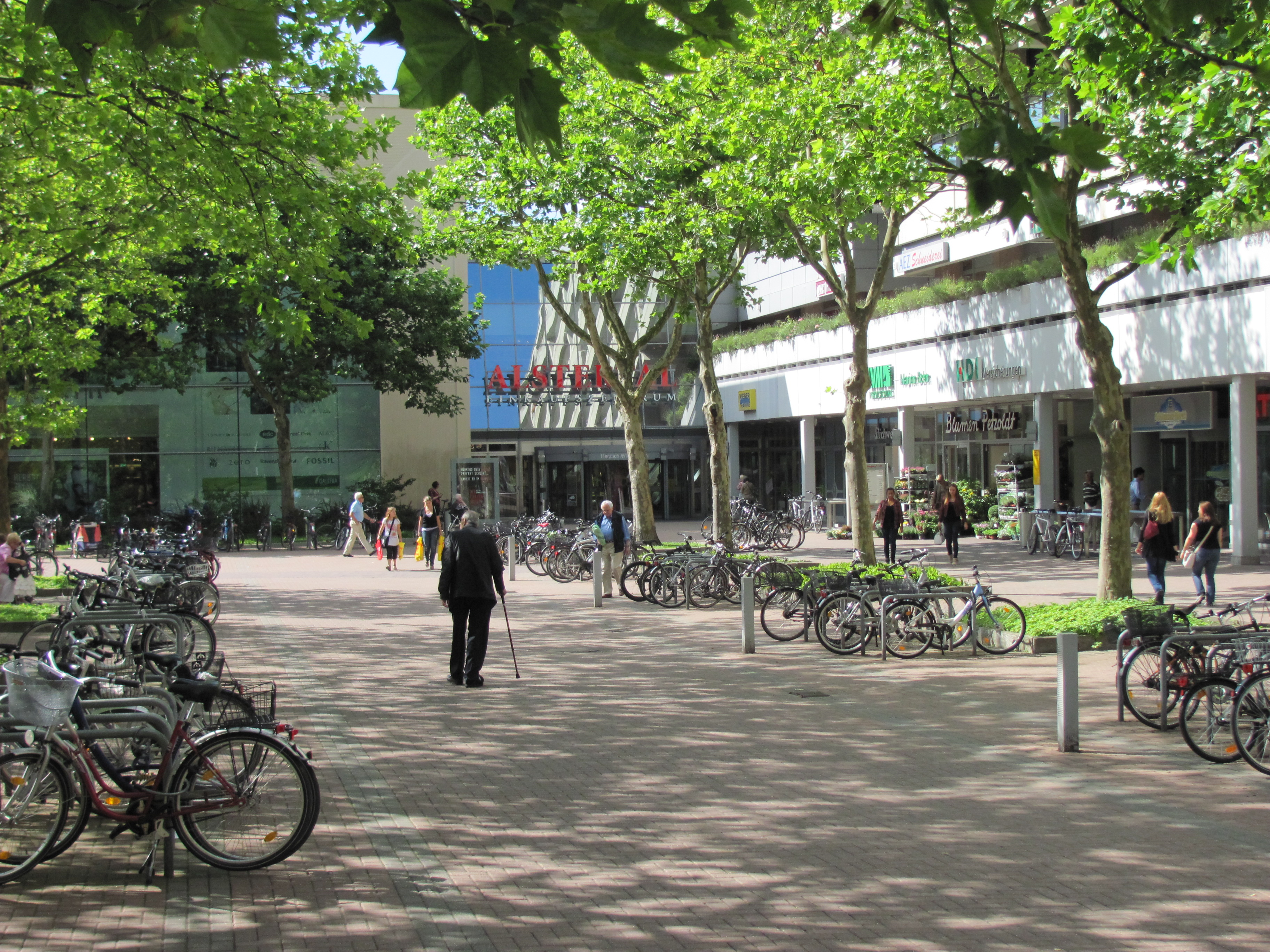
Ingang van het AEZ vanuit de richting van het S-Bahn-station

In het voorjaar van 2005 is begonnen met de verbouwing en uitbreiding van het winkelcentrum. De werkzaamheden werden in september 2006 afgerond en de herstructurering was eind 2007 gereed. Het AEZ kreeg een "Piazza", cafés, restaurants, water en groen. De gevels werd vernieuwd met glas en zandsteen en worden 's avonds verlicht. Het entreeportaal is vernieuwd en aangevuld met drie 8 meter hoge, rode sculpturen van kunstenaar Zoyt. Ze beelden een familie (moeder, vader en kind) uit en staan in een Mimir- fontein.

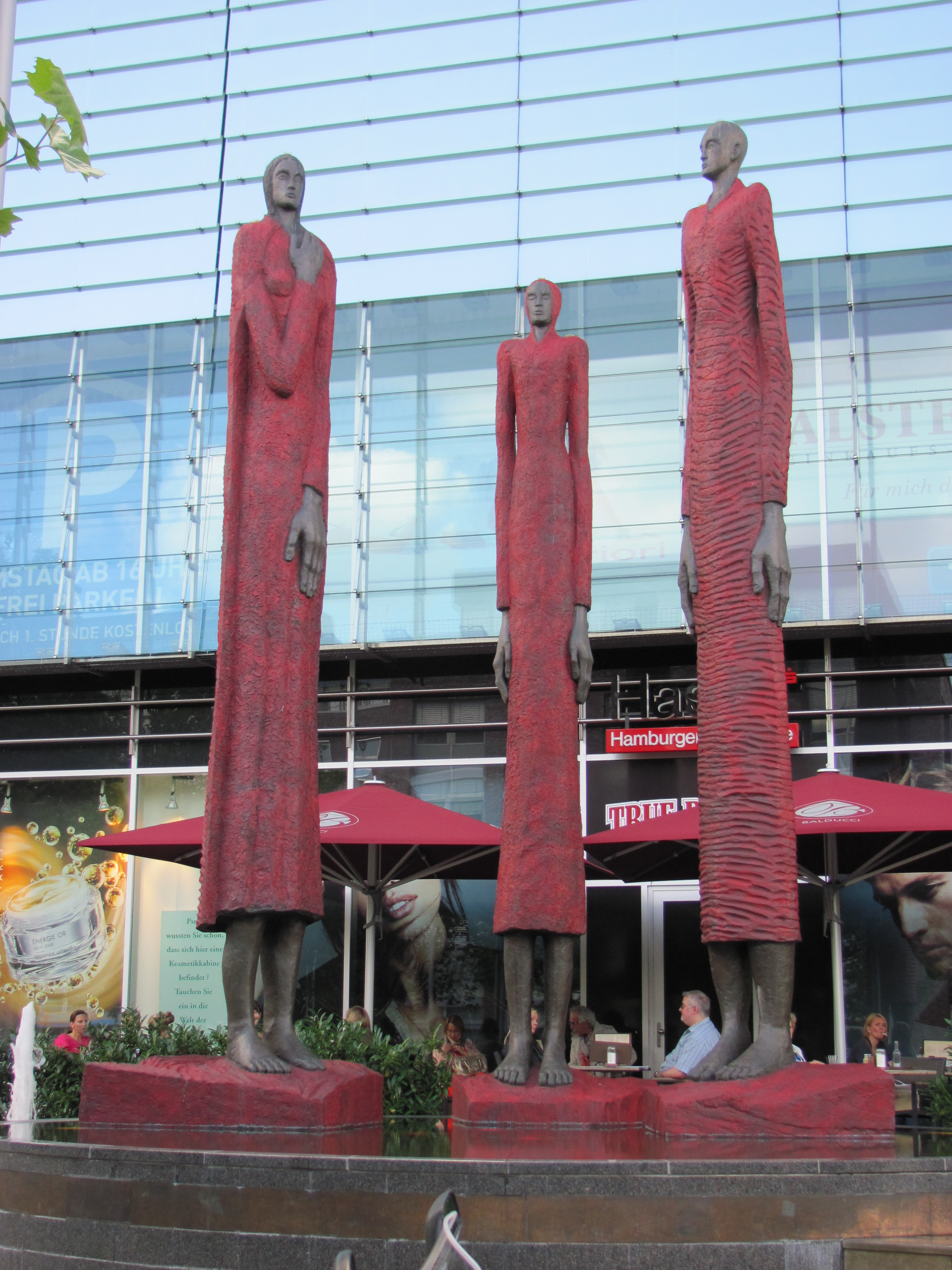
Drie figuren van Zoyt bij de Mimir-fontein

## Belang
Een van de belangrijkste winkels in het AEZ is het warenhuis Galeria Karstadt Kaufhof. Daarnaast zijn er vestigingen van onder andere de supermarktketen REWE, de boekwinkelketen Thalia en de modeketens H&M, Peek & Cloppenburg, Zara en Anson's Herrenhaus. Het AEZ heeft meer dan 3000 parkeerplaatsen met drie toegangsroutes (oost, centrum, west). Met meer dan 2000 medewerkers is het een belangrijke regionale economische factor.